# Zonsverduistering van 16 februari 1980

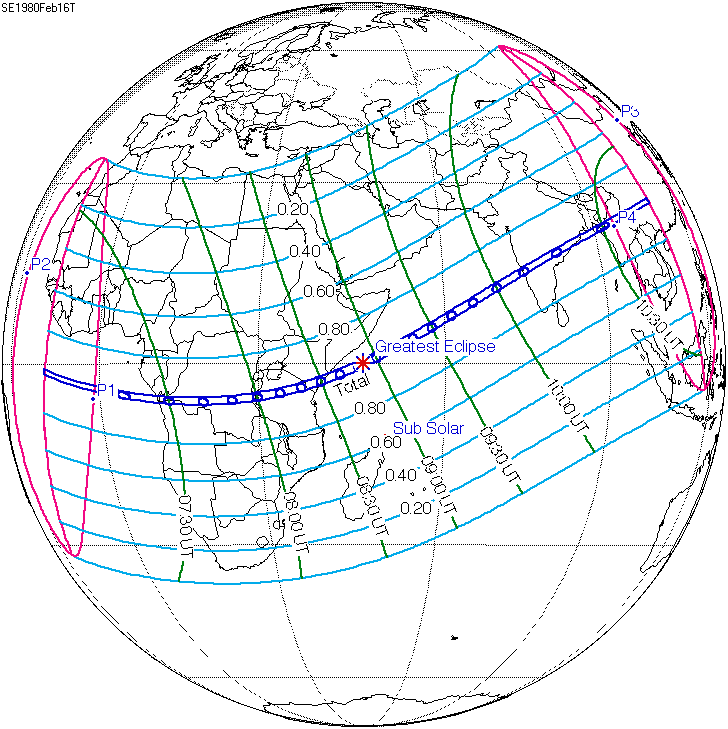
De zonsverduistering was te zien tussen de blauwe lijnen.

De totale zonsverduistering van 16 februari 1980 trok veel over land en zee en was achtereenvolgens te zien in deze acht landen: Angola, Democratische Republiek Congo, Tanzania, Kenia, India, Bangladesh, Myanmar en China.

## Lengte

### Maximum
Het punt met maximale totaliteit lag in zee voor de kust van Somalië niet ver van de stad Mogadishu en duurde 4m07,9s.

### Limieten
| Fenomeen                    | Code | Tijdstip UTC |
| --------------------------- | ---- | ------------ |
| Eerste contact bijschaduw   | P1   | 06:15:07.2   |
| Eerste contact kernschaduw  | U1   | 07:11:18.4   |
| Kernschaduw compleet vanaf  | U2   | 07:12:44.1   |
| Bijschaduw compleet vanaf   | P2   | 08:11:21.3   |
| Maximum eclips              | GE   | 08:53:11.2   |
| Bijschaduw compleet t/m     | P3   | 09:34:52.3   |
| Kernschaduw compleet t/m    | U3   | 10:33:32.4   |
| Laatste contact kernschaduw | U4   | 10:35:00.6   |
| Laatste contact bijschaduw  | P4   | 11:31:09.6   |